# 2019年大阪市長選挙
2019年大阪市長選挙（2019ねんおおさかしちょうせんきょ）は、2019年（平成31年）4月7日の第19回統一地方選挙において投開票が行われた大阪市長（公選第21期）を選出する選挙である。

## 概要
吉村洋文（第20代市長）が大阪府知事選挙へ鞍替え出馬することに伴う大阪市長選挙である。大阪維新の会からは、同党代表で大阪府知事であった松井一郎が立候補。自民党と公明党府本部からは柳本顕が立候補する。柳本は、共産党・部落解放同盟からの支援を受け選挙戦に臨んでいる。大阪市長選挙が統一地方選挙に内包される形で執行されるのは1971年（昭和46年）の第7回以来48年ぶりである。
2019年3月3日に、松井は「出直しクロス選挙」に臨む考えを示した。出直し選の場合、当選しても任期満了時に再び首長選が実施されることから、松井は「知事のまま出直したら、もう一度11月に選挙をしなければならない。税金を預かる僕としては、これほど効率の悪いことはない」と「出直しクロス選挙」に出る理由を説明した。朝日新聞は、「4つの選挙を同日にすることによって機運を盛り上げ、議会選で単独過半数を目指す戦術にほかならない」と論評し、毎日新聞は「地方自治制度に対する二重の背信」と批判した。
財界は、万博の準備に向けた正念場だけに、2025年大阪・関西万博の誘致活動で醸成された官民の「蜜月」を継続したい考えを示している。

## 選挙データ
- 2019年3月24日 告示

### 投票日
- 2019年4月7日

### 投票率
- 52.70%[10]

## 立候補者
（届け出順）
| 氏名                         | 年齢 | 党派         | 現元新 | 職業・肩書                                  |
| ---------------------------- | ---- | ------------ | ------ | ------------------------------------------- |
| 柳本顕 （やなぎもと あきら） | 45   | 無所属       | 新     | 元大阪市議会議員 自民大阪市議団アドバイザー |
| 松井一郎 （まつい いちろう） | 55   | 大阪維新の会 | 新     | 前大阪府知事                                |

## 選挙結果
投票終了とほぼ同時に松井一郎の当選確実をNHKが速報。松井は市内の24区全てで勝利した。
※当日有権者数：2,189,852人 最終投票率：52.7%（前回比：+2.19pts）
| 候補者名 | 年齢 | 所属党派     | 新旧別 | 得票数    | 得票率 | 推薦・支持                                                                       |
| -------- | ---- | ------------ | ------ | --------- | ------ | -------------------------------------------------------------------------------- |
| 松井一郎 | 55   | 大阪維新の会 | 新     | 660,819票 | 58.11% |                                                                                  |
| 柳本顕   | 45   | 無所属       | 新     | 476,351票 | 41.89% | （推薦）自由民主党・公明党 （支持）国民民主党 （自主支援）立憲民主党・日本共産党 |

| 区名     | 松井一郎 | 松井一郎 | 柳本顕  | 柳本顕 |
| 区名     | 得票     | %        | 得票    | %      |
| -------- | -------- | -------- | ------- | ------ |
| 合計     | 660,819  | 58.11%   | 476,351 | 41.89% |
| 都島区   | 29,072   | 61.16%   | 18,459  | 38.84% |
| 福島区   | 19,591   | 63.37%   | 11,325  | 36.63% |
| 此花区   | 16,903   | 57.53%   | 12,480  | 42.47% |
| 西区     | 24,703   | 66.60%   | 12,386  | 33.40% |
| 港区     | 20,314   | 56.90%   | 15,385  | 43.10% |
| 大正区   | 16,490   | 54.54%   | 13,744  | 45.46% |
| 天王寺区 | 18,750   | 58.25%   | 13,437  | 41.75% |
| 浪速区   | 11,716   | 61.03%   | 7,481   | 38.97% |
| 西淀川区 | 23,497   | 55.53%   | 18,816  | 44.47% |
| 東淀川区 | 39,526   | 59.07%   | 27,392  | 40.93% |
| 東成区   | 20,309   | 59.54%   | 13,802  | 40.46% |
| 生野区   | 24,318   | 55.44%   | 19,549  | 44.56% |
| 旭区     | 23,017   | 54.87%   | 18,934  | 45.13% |
| 城東区   | 45,797   | 60.05%   | 30,463  | 39.95% |
| 阿倍野区 | 28,850   | 55.87%   | 22,785  | 44.13% |
| 住吉区   | 36,248   | 53.74%   | 31,197  | 46.26% |
| 東住吉区 | 32,596   | 56.27%   | 25,334  | 43.73% |
| 西成区   | 22,299   | 51.84%   | 20,713  | 48.16% |
| 淀川区   | 44,657   | 62.64%   | 26,633  | 37.36% |
| 鶴見区   | 27,681   | 58.94%   | 19,280  | 41.06% |
| 住之江区 | 31,264   | 55.51%   | 25,056  | 44.49% |
| 平野区   | 45,159   | 52.91%   | 40,184  | 47.09% |
| 北区     | 35,178   | 66.37%   | 17,827  | 33.63% |
| 中央区   | 22,884   | 62.57%   | 13,689  | 37.43% |

## 選挙の主な争点
- 大阪都構想[14]
- 成長戦略[14]
- 大阪戦略調整会議[14]
- 2025年大阪・関西万博[15]